# 獅子航空904號班機事故
獅子航空904號班機事故是指在2013年4月13日時，一架印度尼西亞國內客運班機在準備降落峇里島的伍拉·賴國際機場發生事故，飛機上101名乘客和7名機組人員成功逃生。其中這次事故飛機是註冊編號「PK-LKS」的波音737-800客機，由獅子航空經營並且主要往來萬隆的萬隆國際機場和峇里島的伍拉·賴國際機場之間。其中在當地時間15時10分時飛機正在試圖降落時，衝過保護跑道的海堤而墜入沿海淺水海域。飛機機身隨即斷裂成兩個部分，並且造成46人受傷以及4人傷勢嚴重，不過沒有人因為這次事故喪生。隨後急救單位便前往事故現場，而機場也被迫關閉約90分鐘。